# Recht van reclame (ridderorde)
Het recht van reclame houdt in dat een individu zichzelf kan voordragen om in overweging genomen te worden voor het verlenen van een ridderorde. In een aantal ridderorden uit de 19e eeuw was in de statuten vastgelegd dat men zichzelf kon voordragen voor een onderscheiding. Een voorbeeld van een orde waarin het recht van reclame is opgenomen is de oorspronkelijk Poolse, later Russische Orde van Sint-Stanislaus.
Vandaag komt men in de Nederlandse Militaire Willems-Orde dit recht nog tegen. Een kandidaat mag volgens de Wet op de Militaire Willems-Orde en het Reglement op de Militaire Willems-Orde zelf het kapittel wijzen op zijn dapperheid en verdienste "in de strijd".
In andere orden wordt het volstrekt afgekeurd wanneer iemand zichzelf voordraagt. In een aantal ridderorden wordt men zelfs voor eeuwig uitgesloten wanneer het kapittel merkt dat men zichzelf heeft voorgedragen.